# NGC 2355
NGC 2355是一个位于双子座的疏散星团，年龄10亿年。NGC 2355距离太阳系5380光年，距离银道面1100光年。